# Garai
Garai è un comune spagnolo di 252 abitanti situato nella comunità autonoma dei Paesi Baschi.